# Simon Cellarius
Simon Cellarius (eigentlich: Hauskeller; * vermutlich vor 1500; † 1544 in Kohren, Sachsen) war deutscher lutherischer Kantor und Pfarrer.
Cellarius war 1521/22 Kantor an St. Marien in Zwickau. Später war er Pfarrer. Er komponierte frühprotestantische Kirchenmusik.
Sein Adoptivkind war der Theologe und Reformator Martin Borrhaus (1499–1564).